# Автоматичний потенціометр
Автомати́чні потенціо́метри служать для контролю малих значень напруги (ерс) постійного струму. Як первинний датчик можуть застосовуватися термопари, п'єзоперетворювачі тощо. На рис. 1 подана схема підключення термопари до автоматичного потенціометра типу КСП.
Вимірювальна схема складається з моста постійного струму зі стабілізованим джерелом живлення і послідовно з ним підімкненої термопари (ТП).
Для забезпечення можливості використання підсилювача змінного струму постійна напруга (=U), що знімається з вимірювальної схеми, за допомогою перетворювача (П) формується в змінну.
Зі схеми видно, що на вхід перетворювача подається напруга:
ΔU = UАБ — Ех,
де UАБ — напруга, що знімається з діагоналі моста;
Ех — напруга, що виробляється термопарою.
Функціонування приладу пояснюється схемою. Принцип компенсації тут реалізований шляхом формування в діагоналі моста компенсувальної напруги (UАБ), включеної назустріч термоерс (Ех).
На схемі показані додатковий перетворювач (ДП), сигнал якого може використовуватися в системі регулювання, і контактна група (КГ) для сигналізації, блокування і релейного регулювання, які вбудовуються в деякі модифікації потенціометрів типу КСП.
У розвитку аналогових вторинних приладів спостерігаються дві тенденції: створення простіших, малогабаритних, але надійних і дешевих приладів для АСУТП, де вони виконують роль зручних для оператора пристроїв надання інформації і зв'язувальних елементів між давачами і ЕОМ, та створення високоточних, швидкодіючих і багатограничних вторинних приладів для дослідження об'єктів.